# Équipe de Corée du Sud de Fed Cup
L'équipe de Corée du Sud de Fed Cup est l’équipe qui représente la Corée du Sud lors de la compétition de tennis féminin par équipe nationale appelée Fed Cup (ou « Coupe de la Fédération » entre 1963 et 1994).
Elle est constituée d'une sélection des meilleures joueuses de tennis sud-coréennes du moment sous l’égide de la Fédération sud-coréenne de tennis.

## Résultats par année

### 1973 - 1979
- 1973 (5 tours, 30 équipes) : pour sa première participation, après une victoire au 1er tour contre la Norvège, la Corée du Sud s'incline au 2e tour contre les États-Unis.
- 1974 - 1975 : la Corée du Sud ne participe pas à ces éditions.
- 1976 (5 tours, 32 équipes) : la Corée du Sud s'incline au 1er tour contre l’Afrique du Sud.
- 1977 (5 tours, 32 équipes) : après une victoire au 1er tour contre le Mexique, la Corée du Sud s'incline au 2e tour contre la Grande-Bretagne.
- 1978 (5 tours, 32 équipes) : la Corée du Sud s'incline au 1er tour contre les États-Unis.
- 1979 (5 tours, 32 équipes) : la Corée du Sud s'incline au 1er tour contre l’Allemagne de l'Ouest.

### 1980 - 1989
- 1980 (5 tours, 32 équipes) : la Corée du Sud s'incline au 1er tour contre l’URSS.
- 1981 (5 tours, 32 équipes) : la Corée du Sud s'incline au 1er tour contre les États-Unis.
- 1982 (5 tours, 32 équipes) : la Corée du Sud s'incline au 1er tour contre l’Australie.
- 1983 (qualifications + 5 tours, 39 équipes) : après une victoire en qualifications contre la Jamaïque, la Corée du Sud s'incline au 1er tour contre la Yougoslavie.
- 1984 (qualifications + 5 tours, 36 équipes) : après une victoire en qualifications contre le Zimbabwe, la Corée du Sud s'incline au 1er tour contre la Yougoslavie.
- 1985 (qualifications + 5 tours, 38 équipes) : après une victoire en qualifications contre les Philippines, la Corée du Sud s'incline au 1er tour contre les États-Unis.
- 1986 (qualifications + 5 tours, 42 équipes) : après une victoire en qualifications contre le Luxembourg et l’Égypte au 1er tour, la Corée du Sud s'incline au 2e tour contre l’Argentine.
- 1987 (qualifications + 5 tours, 42 équipes) : après une victoire en qualifications contre le Mexique et la Norvège au 1er tour, la Corée du Sud s'incline au 2e tour contre l’Allemagne de l'Ouest.
- 1988 (qualifications + 5 tours, 36 équipes) : après une victoire en qualifications contre l’Irlande, la Corée du Sud s'incline au 1er tour contre le Canada.
- 1989 (qualifications + 5 tours, 40 équipes) : après une victoire en qualifications contre  Israël, la Corée du Sud s'incline au 1er tour contre la Bulgarie.

### 1990 - 1999
- 1990 (qualifications + 5 tours, 44 équipes) : après une victoire en qualifications contre le Luxembourg, la Corée du Sud s'incline au 1er tour contre la Tchécoslovaquie.
- 1991 (qualifications + 5 tours + barrages, 56 équipes) : la Corée du Sud s'incline au 1er tour des qualifications contre  Israël.
- 1992 (5 tours + barrages, 32 équipes) : après une victoire au 1er tour contre l’Italie, la Corée du Sud s'incline au 2e tour contre la Tchécoslovaquie.
- 1993 (5 tours + barrages, 32 équipes) : après une défaite au 1er tour contre la Bulgarie, la Corée du Sud l’emporte en play-offs contre la Nouvelle-Zélande.
- 1994 (5 tours, 32 équipes) : la Corée du Sud s'incline au 1er tour contre la France.

La compétition change de format à compter de 1995 : la Coupe de la Fédération devient Fed Cup.
- 1995 (3 tours, 8 équipes + groupe mondial II, play-offs I et II) : la Corée du Sud s'incline en play-offs II contre la Belgique.
- 1996 (3 tours, 8 équipes + groupe mondial II, play-offs I et II) : la Corée du Sud l’emporte en play-offs II contre la Bulgarie.
- 1997 (3 tours, 8 équipes + groupe mondial II, play-offs I et II) : après une défaite en groupe mondial II contre l’Argentine, la Corée du Sud s'incline en play-offs II contre la Russie.
- 1998 (3 tours, 8 équipes + groupe mondial II, play-offs I et II) : la Corée du Sud s'incline en play-offs II contre le Japon.
- 1999 : la Corée du Sud concourt dans les compétitions par zones géographiques.

### 2000 - 2009
- 2000 - 2001 - 2002 - 2003 - 2004 - 2005 - 2006 - 2007 - 2008 - 2009 : la Corée du Sud concourt dans les compétitions par zones géographiques.

### 2010 - 2015
- 2010 - 2011 - 2012 - 2013 - 2014 - 2015 : la Corée du Sud concourt dans les compétitions par zones géographiques.

## Bilan de l'équipe
Résultats des confrontations entre la Corée du Sud et ses adversaires les plus fréquents (3 rencontres minimum dans les groupes mondiaux).
| # | Adversaires | Rencontres | Victoires | Défaites | % victoires |
| - | ----------- | ---------- | --------- | -------- | ----------- |
| 1 | États-Unis  | 4          | 0         | 4        | 0 %         |
| 2 | Bulgarie    | 3          | 1         | 2        | 33 %        |

## Bilan des joueuses les plus sélectionnées
Ce bilan est calculé sur la base des rencontres officielles des groupes mondiaux et barrages I et II. Les rencontres des tableaux dits de « consolation » et celles par « zones géographiques » ne sont pas prises en compte. Les joueuses comptant moins de 5 sélections ne sont pas reprises dans le tableau.
| # | Joueuses        | De   | à    | Sélections | Matchs | Victoires | Défaites | % victoires |
| - | --------------- | ---- | ---- | ---------- | ------ | --------- | -------- | ----------- |
| 1 | Choi Ju-yeon    | 1993 | 1998 | 5          | 6      | 2         | 4        | 33 %        |
| 2 | Duk-Hee Lee     | 1976 | 1981 | 6          | 10     | 1         | 9        | 10 %        |
| 3 | Kim Eun-ha      | 1995 | 1998 | 5          | 12     | 3         | 9        | 25 %        |
| 4 | Kim Il-soon     | 1986 | 1993 | 13         | 21     | 12        | 9        | 57 %        |
| 5 | Kim Soo-ok      | 1980 | 1986 | 9          | 12     | 5         | 7        | 42 %        |
| 6 | Lee Jeong-myung | 1987 | 1992 | 11         | 13     | 8         | 5        | 62 %        |
| 7 | Lee Jeong-soon  | 1984 | 1986 | 7          | 9      | 6         | 3        | 67 %        |
| 8 | Park Sung-hee   | 1991 | 1997 | 10         | 18     | 8         | 10       | 44 %        |
| 9 | Seol Min-kyung  | 1981 | 1985 | 7          | 8      | 2         | 6        | 25 %        |